# Katedrála Sioni
Katedrála Sioni (gruzínsky სიონის ეკლესია - Sionis eklesia) je chrám v Tbilisi, hlavním městě Gruzie, ze 6. až 7. století. Je považován za jedno z nejsvětějších míst Gruzínské pravoslavné církve.
Do roku 2004 byla sídlem patriarchy Gruzínské pravoslavné církve a arcibiskupa Mcchety-Tbilisi Ilia II. Byla pojmenována podle hory Sion v Jeruzalémě a zasvěcená Panně Marii.

## Historie
Podle středověkých gruzínských zápisů nechal zahájit stavbu původního kostela na tomto místě král Vachtang I. Gorgasali (439 nebo 443 — 502 nebo 522] v 5. století. O sto let později započal eristavi (vévoda pověřený zemskou správou) Kavkazské Iberie Guaram I (gruzínsky გუარამ I) přibližně v roce 575 s přestavbou na novou koncepci, která byla dokončena jeho následníkem eristavem Adarnasem III. z rodu Bagrationů přibližně v roce 639. Podle legendy byli oba eristavi pohřbeni na tomto místě, ale žádné jejich pozůstatky dosud nebyly nalezeny. Původní kostel byl zcela zničen nájezdy Arabů, takže musel být postaven prakticky znovu.

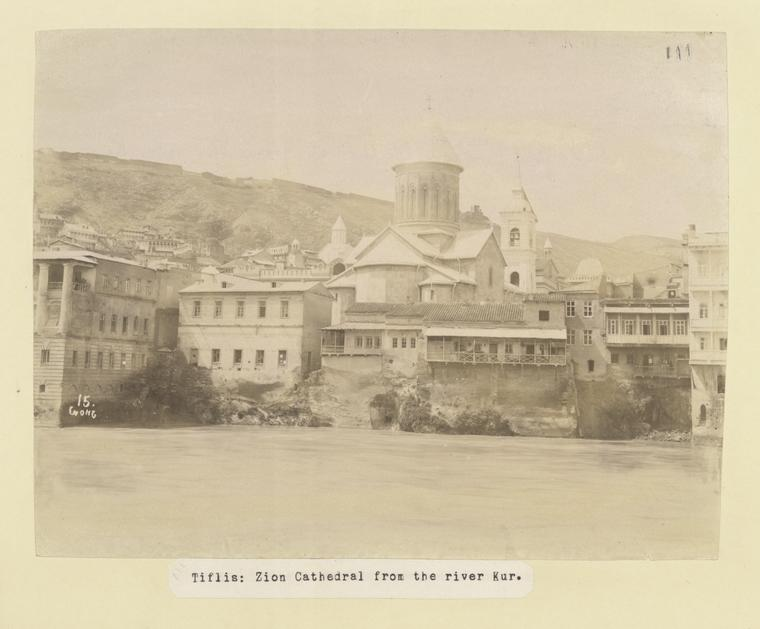
Pohled od řeky Kura, kolem 1870

Katedrála bak byla znovu zcela přestavěna králem Davidem IV. Budovatelem, též zvaným David II, (gruzínsky დავით აღმაშენებელი - Davit Aghmašenebeli) (1073 – 24. leden 1125) z rodu Bagrationů v roce 1112. Základní konstrukce stávající stavby pochází právě z této doby. Na pokyn chórezmského šáha Džalal al-Din Mangubertiho též zvaného Džalal al-Din Mingnurnu byla katedrála byla těžce poničena v roce 1226. Následně byla znovu opravena a roku 1386 znovu poničena Tamerlánem. Pak byla znovu opravena králem Alexandrem I. Velikým z rodu Bagrationů (gruzínsky ალექსანდრე I დიდი, 1389 — 1443). Poškozena byla znovu za perské invaze v 17. století.
V roce 1657 nechal tbiliský biskup Elise Saginašvili (zemřel roku 1670), zcela přestavět kopuli a přidat jižní loď, ale i tato konstrukce byla poničena v roce 1668, tentokrát však zemětřesením.
Vládce Kartli, batonišvili (princ a gruzínský král pod perskou nadvládou) Vachtang VI. (gruzínsky ვახტანგ VI; persky Husejn Kuli Kchan, 1675 – Astracháň 1737) zrestauroval kopuli a zdivo v roce 1710. Katedrála ale byla znovu poškozena za nájezdu Peršanů v roce 1795.
K proměně vzhledu interieru došlo v období 1850 až 1860, kdy ruský umělec a generál, kníže Grigorij Grigorjevič Gagarain (1810 – 1893) zakomponoval do interieru sérii zajímavých nástěnných maleb, ačkoliv tím došlo ke ztrátě starých gruzínských fresek. Část nástěnných maleb na západní zdi bylo zhotoveno v 80. letech 20. století gruzínským umělcem Levanem Tsutskiridzem.
Kamenná ikonostas se datuje kolem roku 1850. Nahradila dřevěnou ikonostas, která vyhořela za perské invaze v roce 1795. Na levé straně oltáře je uctívaný "hroznový kříž" (gruzínsky ჯვარი ვაზისა, Džvari Vasisa; též zvaný gruzínský kříž nebo kříž Svaté Niny), který byl podle legendy vykovaný Svatou Ninou (Kristýnou), kapadockou ženou, která šířila Křesťanství v Gruzii na počátku 4. století. Tento relikviář byl přidán králem Vachtangem III. (1276–1308) na počátku 14. století.
Katedrála se stala dějištěm historie, když zde byl zveřejněn ruský imperiální manifest o připojení Gruzie k Rusku. Došlo k tomu 12. dubna 1802, když velitel ruských vojsk v Gruzii, generál Karl von Knorring, shromáždil gruzínskou šlechtu a duchovenstvo do katedrály, která byla obstavena ruským vojskem. Šlechta i kněží byly vyzváni přísahat věrnost ruské carské imperiální koruně. Kdo odmítl, byl zajat.
Katedrála Sioni zůstala funkční i za sovětské éry a dílem byla renovována v letech 1980 - 1983.

## Galeria

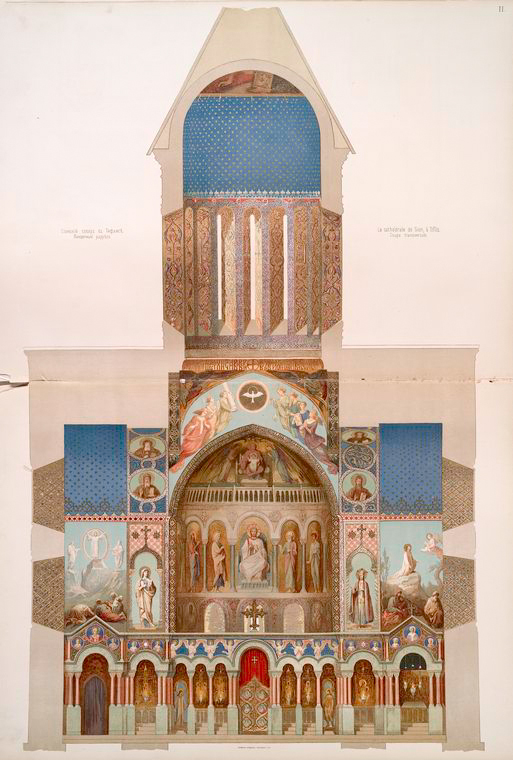
Plán katedrály
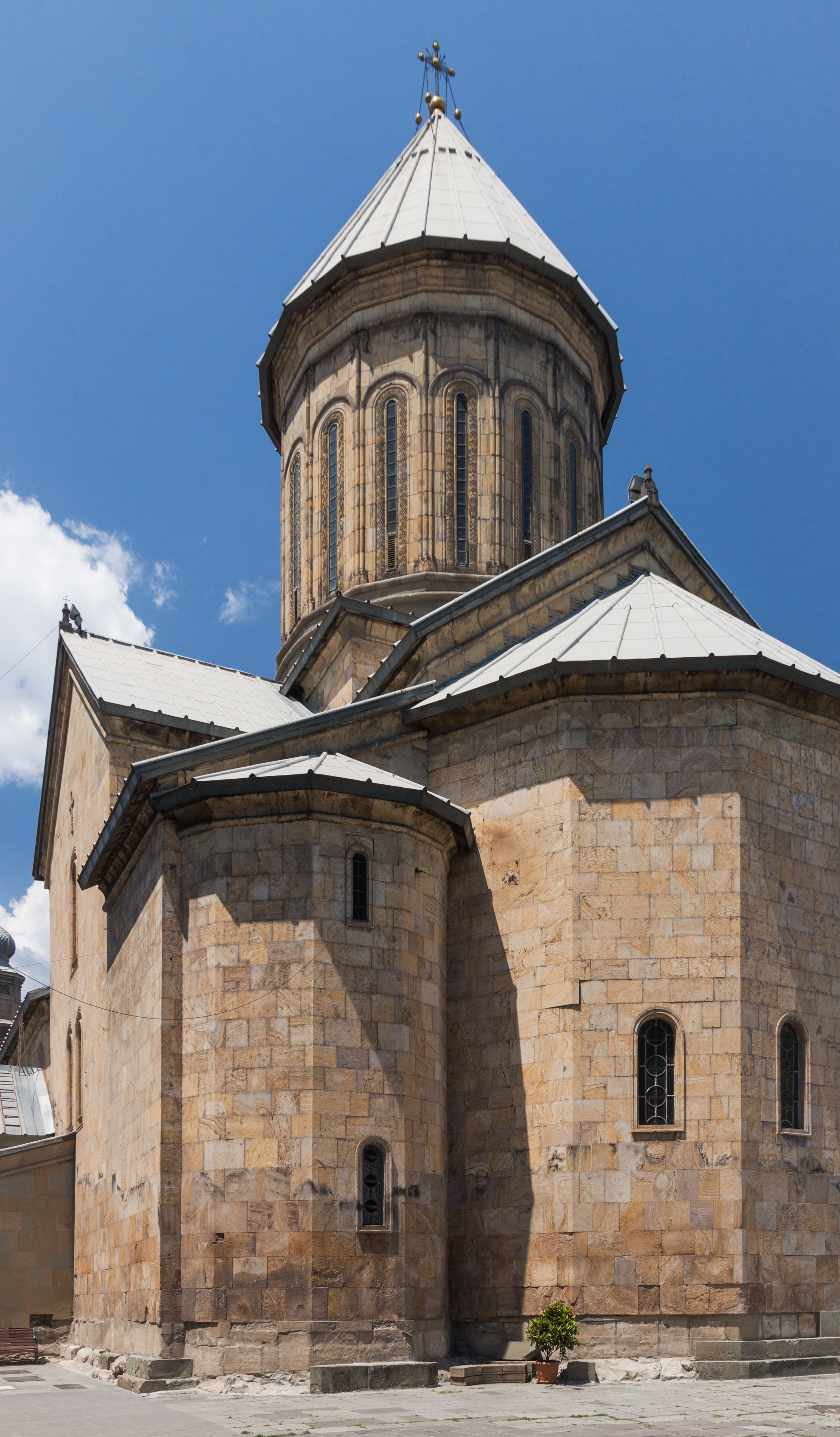
Katedrála
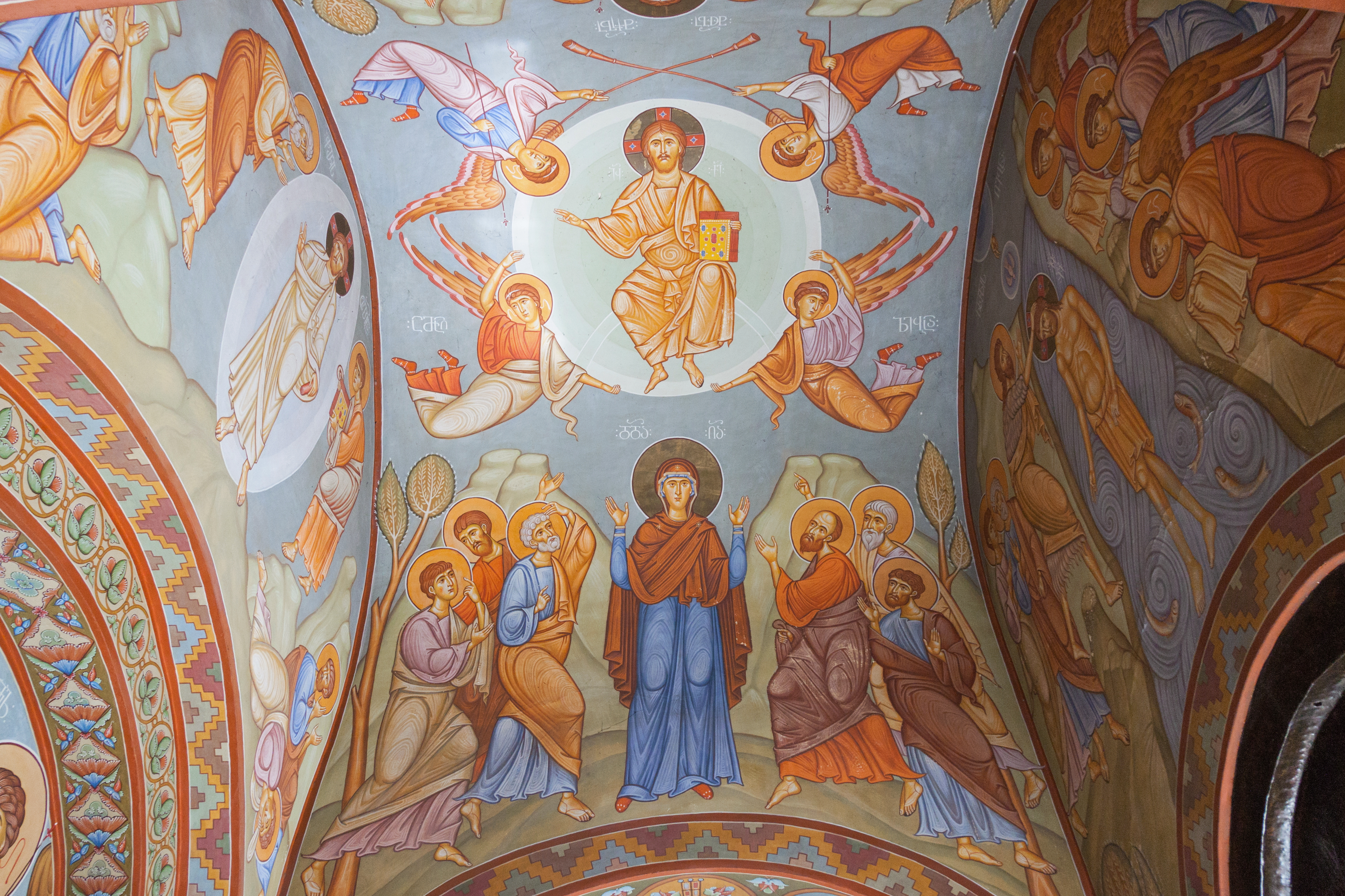
Fresky
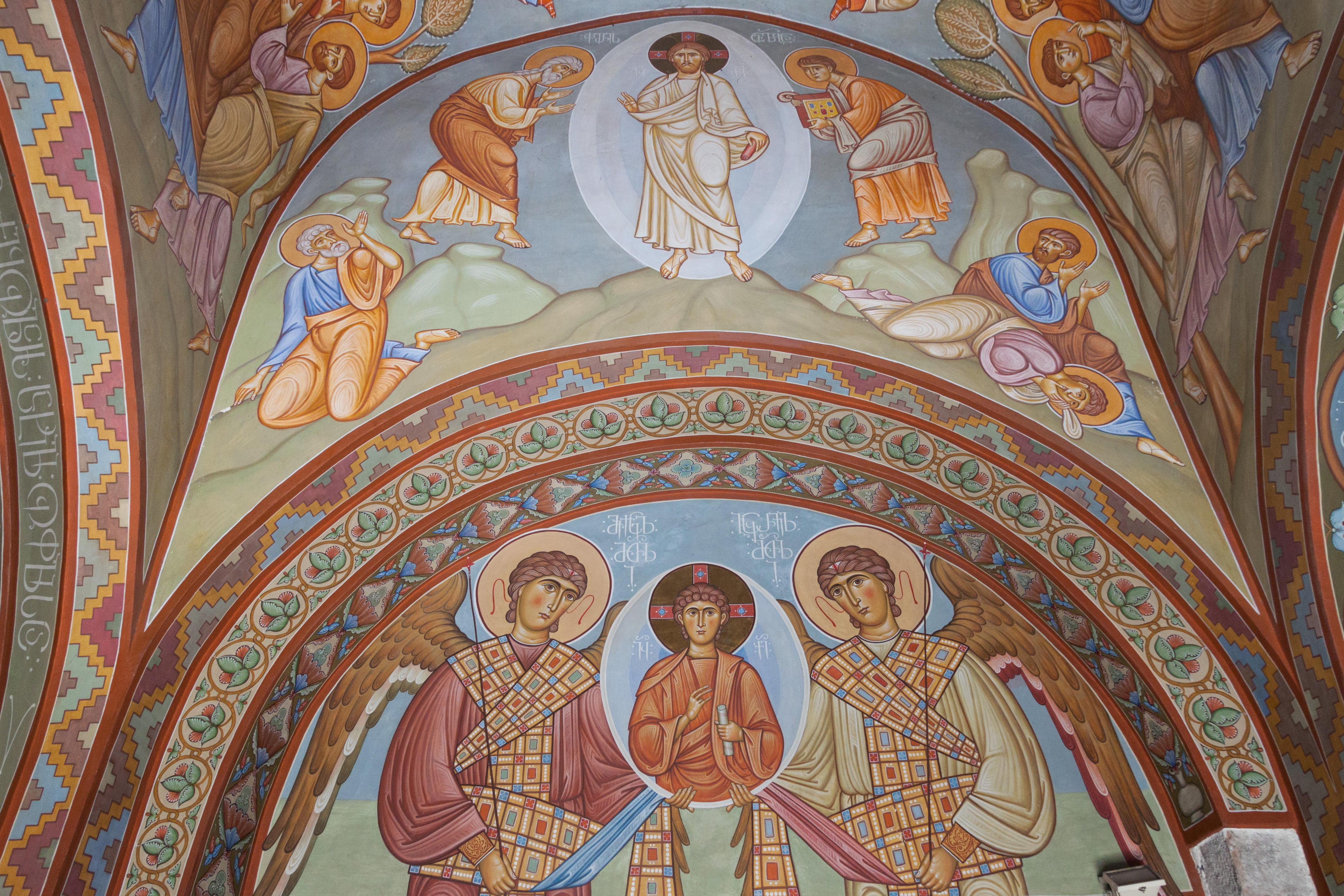
Fresky
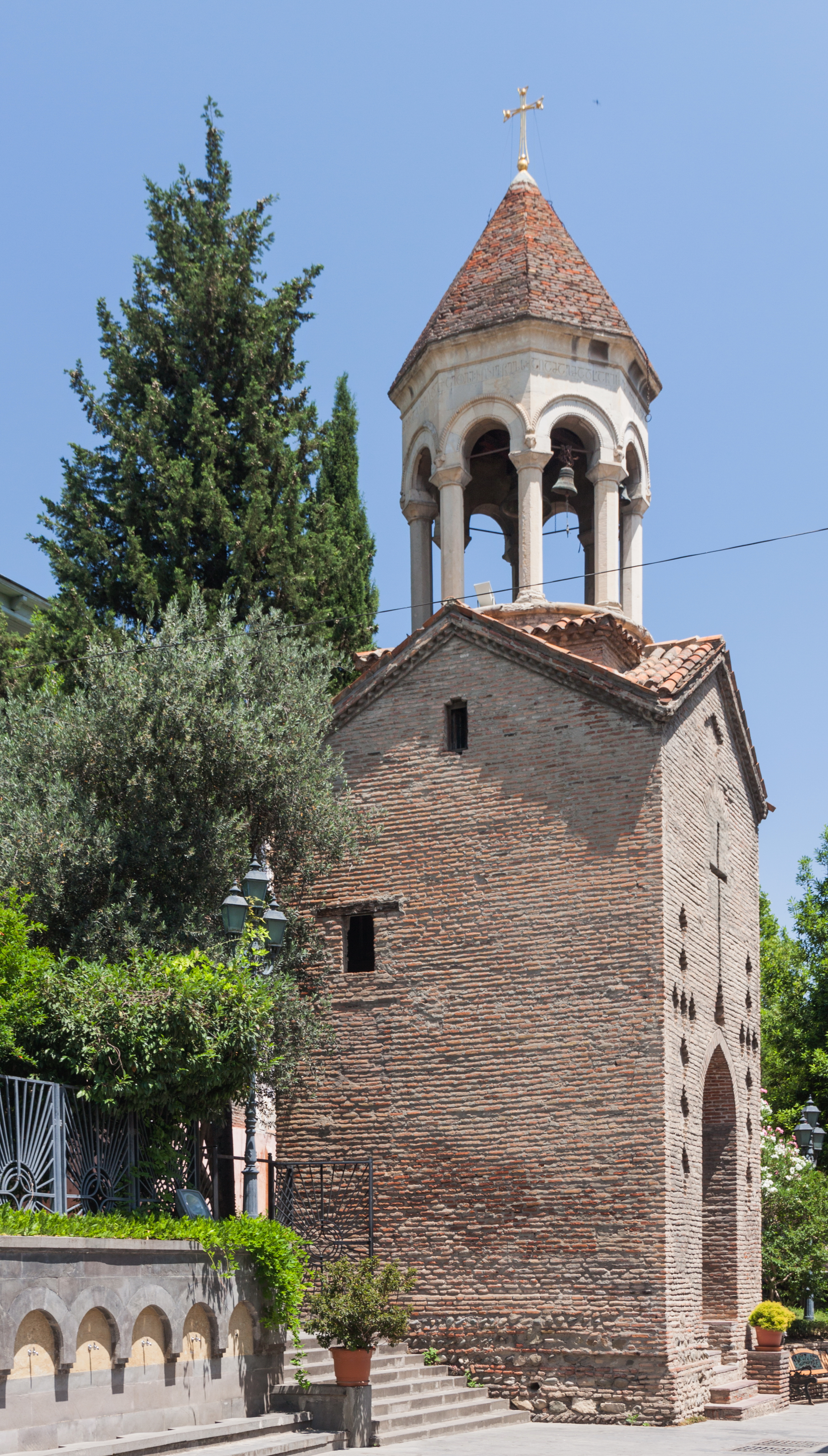
Stará zvonice
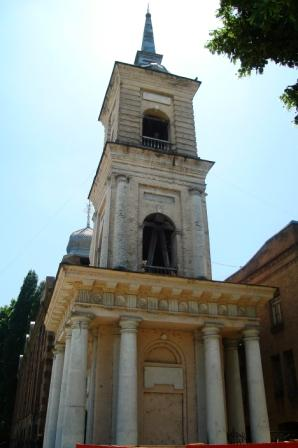
Nová zvonice